# Lista över olympiska medaljörer i judo
Det här är en komplett lista över alla medaljörer i judo vid olympiska spelen från 1964 till 2024.

## Medaljörer

### Damer

#### Extra lättvikt

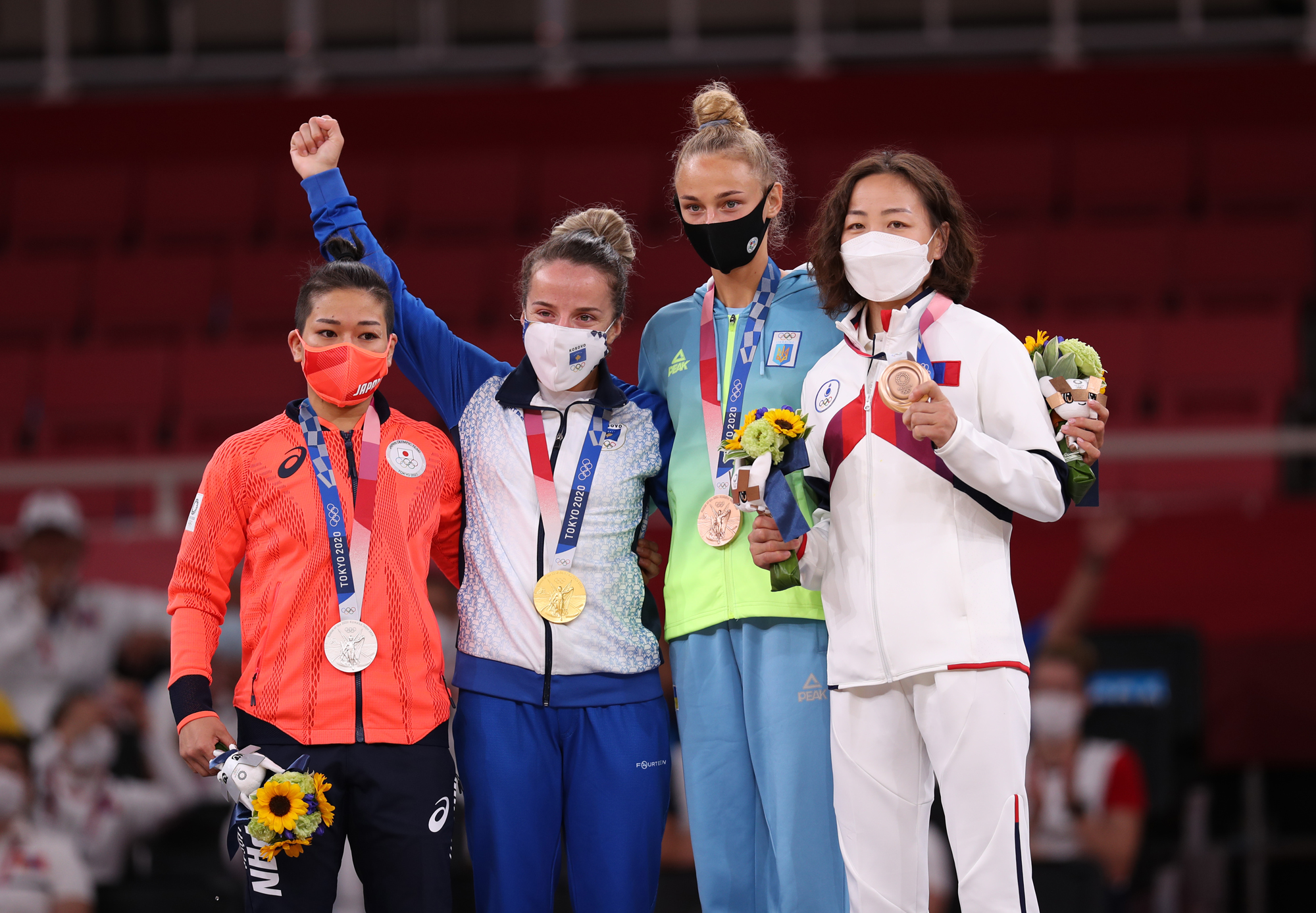
Medaljörerna i extra lättvikt vid sommarspelen i Tokyo 2020.

- 48 kg

| Spel                            | Guld                          | Silver                            | Brons                           |
| Barcelona 1992 Detaljer...      | Cécile Nowak (FRA)            | Ryoko Tamura (JPN)                | Amarilis Savón (CUB)            |
| Barcelona 1992 Detaljer...      | Cécile Nowak (FRA)            | Ryoko Tamura (JPN)                | Hülya Şenyurt (TUR)             |
| Atlanta 1996 Detaljer...        | Kye Sun-Hui (PRK)             | Ryoko Tamura (JPN)                | Amarilis Savón (CUB)            |
| Atlanta 1996 Detaljer...        | Kye Sun-Hui (PRK)             | Ryoko Tamura (JPN)                | Yolanda Soler (ESP)             |
| Sydney 2000 Detaljer...         | Ryoko Tamura (JPN)            | Ljubov Bruletova (RUS)            | Anna-Maria Gradante (GER)       |
| Sydney 2000 Detaljer...         | Ryoko Tamura (JPN)            | Ljubov Bruletova (RUS)            | Ann Simons (BEL)                |
| Aten 2004 Detaljer...           | Ryoko Tani (JPN)              | Frédérique Jossinet (FRA)         | Julia Matijass (GER)            |
| Aten 2004 Detaljer...           | Ryoko Tani (JPN)              | Frédérique Jossinet (FRA)         | Gao Feng (CHN)                  |
| Peking 2008 Detaljer...         | Alina Alexandra Dumitru (ROU) | Yanet Bermoy (CUB)                | Paula Pareto (ARG)              |
| Peking 2008 Detaljer...         | Alina Alexandra Dumitru (ROU) | Yanet Bermoy (CUB)                | Ryoko Tani (JPN)                |
| London 2012 Detaljer...         | Sarah Menezes (BRA)           | Alina Alexandra Dumitru (ROU)     | Éva Csernoviczki (HUN)          |
| London 2012 Detaljer...         | Sarah Menezes (BRA)           | Alina Alexandra Dumitru (ROU)     | Charline van Snick (BEL)        |
| Rio de Janeiro 2016 Detaljer... | Paula Pareto (ARG)            | Jeong Bo-kyeong (KOR)             | Ami Kondo (JPN)                 |
| Rio de Janeiro 2016 Detaljer... | Paula Pareto (ARG)            | Jeong Bo-kyeong (KOR)             | Galbadrachyn Otgontsetseg (KAZ) |
| Tokyo 2020 Detaljer...          | Distria Krasniqi (KOS)        | Funa Tonaki (JPN)                 | Darja Bilodid (UKR)             |
| Tokyo 2020 Detaljer...          | Distria Krasniqi (KOS)        | Funa Tonaki (JPN)                 | Urantsetseg Munkhbat (MGL)      |
| Paris 2024 Detaljer...          | Natsumi Tsunoda Japan         | Bavuudorjiin Baasankhüü Mongoliet | Shirine Boukli Frankrike        |
| Paris 2024 Detaljer...          | Natsumi Tsunoda Japan         | Bavuudorjiin Baasankhüü Mongoliet | Tara Babulfath Sverige          |

#### Halv lättvikt

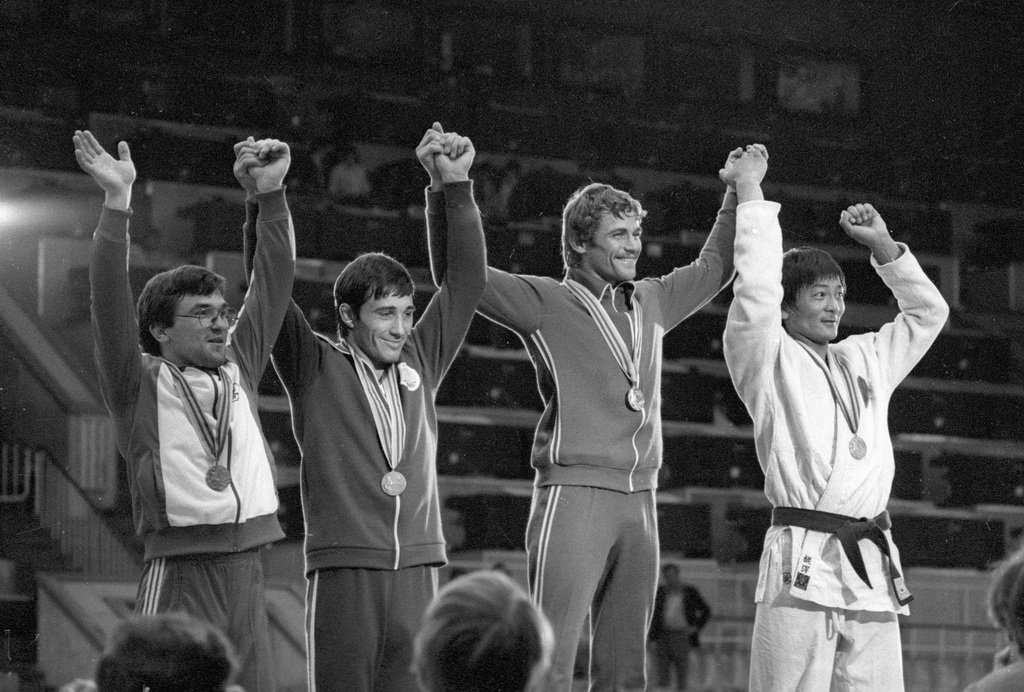
Medaljörerna i halv lättvikt 1980.

- 52 kg

| Spel                            | Guld                          | Silver                  | Brons                      |
| Barcelona 1992 Detaljer...      | Almudena Muñoz (ESP)          | Noriko Mizoguchi (JPN)  | Li Zhongyun (CHN)          |
| Barcelona 1992 Detaljer...      | Almudena Muñoz (ESP)          | Noriko Mizoguchi (JPN)  | Sharon Rendle (GBR)        |
| Atlanta 1996 Detaljer...        | Marie-Claire Restoux (FRA)    | Hyun Sook-Hee (KOR)     | Noriko Sugawara (JPN)      |
| Atlanta 1996 Detaljer...        | Marie-Claire Restoux (FRA)    | Hyun Sook-Hee (KOR)     | Legna Verdecia (CUB)       |
| Sydney 2000 Detaljer...         | Legna Verdecia (CUB)          | Noriko Narazaki (JPN)   | Liu Yuxiang (CHN)          |
| Sydney 2000 Detaljer...         | Legna Verdecia (CUB)          | Noriko Narazaki (JPN)   | Kye Sun-hui (PRK)          |
| Aten 2004 Detaljer...           | Xian Dongmei (CHN)            | Yuki Yokosawa (JPN)     | Amarilis Savón (CUB)       |
| Aten 2004 Detaljer...           | Xian Dongmei (CHN)            | Yuki Yokosawa (JPN)     | Ilse Heylen (BEL)          |
| Peking 2008 Detaljer...         | Xian Dongmei (CHN)            | An Kum-Ae (PRK)         | Soraya Haddad (ALG)        |
| Peking 2008 Detaljer...         | Xian Dongmei (CHN)            | An Kum-Ae (PRK)         | Misato Nakamura (JPN)      |
| London 2012 Detaljer...         | An Kum-Ae (PRK)               | Yanet Bermoy (CUB)      | Rosalba Forciniti (ITA)    |
| London 2012 Detaljer...         | An Kum-Ae (PRK)               | Yanet Bermoy (CUB)      | Priscilla Gneto (FRA)      |
| Rio de Janeiro 2016 Detaljer... | Majlinda Kelmendi (KOS)       | Odette Giuffrida (ITA)  | Misato Nakamura (JPN)      |
| Rio de Janeiro 2016 Detaljer... | Majlinda Kelmendi (KOS)       | Odette Giuffrida (ITA)  | Natalia Kuziutina (RUS)    |
| Tokyo 2020 Detaljer...          | Uta Abe (JPN)                 | Amandine Buchard (FRA)  | Odette Giuffrida (ITA)     |
| Tokyo 2020 Detaljer...          | Uta Abe (JPN)                 | Amandine Buchard (FRA)  | Chelsie Giles (GBR)        |
| Paris 2024 Detaljer...          | Diyora Keldiyorova Uzbekistan | Distria Krasniqi Kosovo | Larissa Pimenta Brasilien  |
| Paris 2024 Detaljer...          | Diyora Keldiyorova Uzbekistan | Distria Krasniqi Kosovo | Amandine Buchard Frankrike |

#### Lättvikt

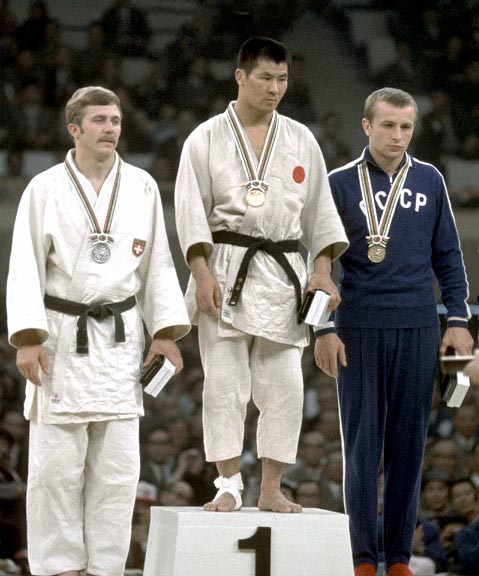
Eric Hänni, Takehide Nakatani och Oleg Stepanov på podiet vid spelen 1964.

- 56 kg (1992–1996)
- 57 kg (2000– )

| Spel                            | Guld                     | Silver                      | Brons                          |
| Barcelona 1992 Detaljer...      | Miriam Blasco (ESP)      | Nicola Fairbrother (GBR)    | Driulis González (CUB)         |
| Barcelona 1992 Detaljer...      | Miriam Blasco (ESP)      | Nicola Fairbrother (GBR)    | Chiyori Tateno (JPN)           |
| Atlanta 1996 Detaljer...        | Driulis González (CUB)   | Jung Sun-Yong (KOR)         | Isabel Fernández (ESP)         |
| Atlanta 1996 Detaljer...        | Driulis González (CUB)   | Jung Sun-Yong (KOR)         | Marisbel Lomba (BEL)           |
| Sydney 2000 Detaljer...         | Isabel Fernández (ESP)   | Driulis González (CUB)      | Kie Kusakabe (JPN)             |
| Sydney 2000 Detaljer...         | Isabel Fernández (ESP)   | Driulis González (CUB)      | Maria Pekli (AUS)              |
| Aten 2004 Detaljer...           | Yvonne Bönisch (GER)     | Kye Sun-hui (PRK)           | Deborah Gravenstijn (NED)      |
| Aten 2004 Detaljer...           | Yvonne Bönisch (GER)     | Kye Sun-hui (PRK)           | Yurisleidy Lupetey (CUB)       |
| Peking 2008 Detaljer...         | Giulia Quintavalle (ITA) | Deborah Gravenstijn (NED)   | Ketleyn Quadros (BRA)          |
| Peking 2008 Detaljer...         | Giulia Quintavalle (ITA) | Deborah Gravenstijn (NED)   | Xu Yan (CHN)                   |
| London 2012 Detaljer...         | Kaori Matsumoto (JPN)    | Corina Căprioriu (ROM)      | Marti Malloy (USA)             |
| London 2012 Detaljer...         | Kaori Matsumoto (JPN)    | Corina Căprioriu (ROM)      | Automne Pavia (FRA)            |
| Rio de Janeiro 2016 Detaljer... | Rafaela Silva (BRA)      | Dorjsürengiin Sumiyaa (MGL) | Telma Monteiro (POR)           |
| Rio de Janeiro 2016 Detaljer... | Rafaela Silva (BRA)      | Dorjsürengiin Sumiyaa (MGL) | Kaori Matsumoto (JPN)          |
| Tokyo 2020 Detaljer...          | Nora Gjakova (KOS)       | Sarah-Léonie Cysique (FRA)  | Tsukasa Yoshida (JPN)          |
| Tokyo 2020 Detaljer...          | Nora Gjakova (KOS)       | Sarah-Léonie Cysique (FRA)  | Jessica Klimkait (CAN)         |
| Paris 2024 Detaljer...          | Christa Deguchi Kanada   | Huh Mi-mi Sydkorea          | Haruka Funakubo Japan          |
| Paris 2024 Detaljer...          | Christa Deguchi Kanada   | Huh Mi-mi Sydkorea          | Sarah-Léonie Cysique Frankrike |

#### Halv mellanvikt

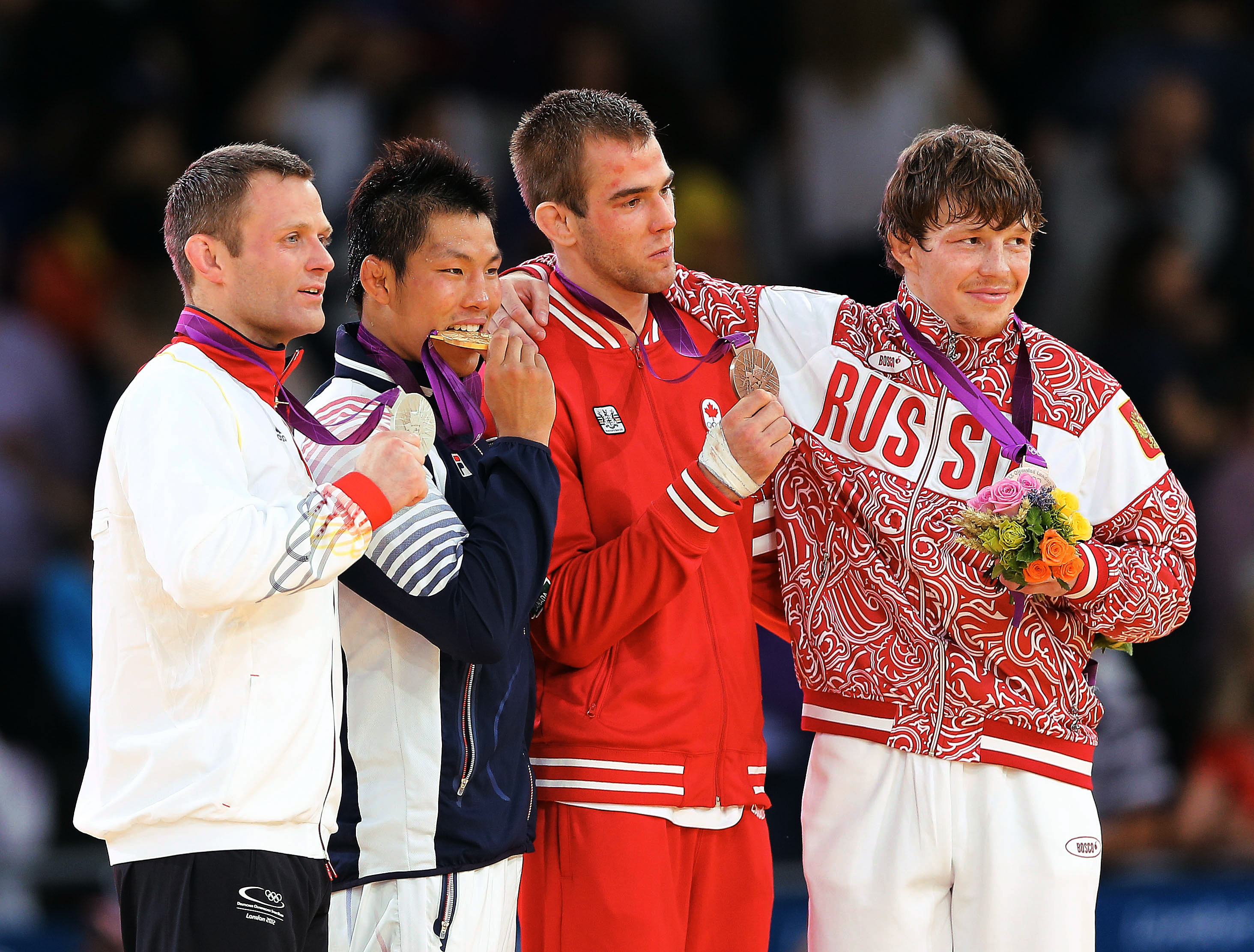
Medaljörerna i halv mellanvikt 2012.

- 61 kg (1992–1996)
- 63 kg (2000– )

| Spel                            | Guld                       | Silver                      | Brons                             |
| Barcelona 1992 Detaljer...      | Cathérine Fleury (FRA)     | Yael Arad (ISR)             | Jelena Petrova (EUN)              |
| Barcelona 1992 Detaljer...      | Cathérine Fleury (FRA)     | Yael Arad (ISR)             | Zhang Di (CHN)                    |
| Atlanta 1996 Detaljer...        | Yuko Emoto (JPN)           | Gella Vandecaveye (BEL)     | Jenny Gal (NED)                   |
| Atlanta 1996 Detaljer...        | Yuko Emoto (JPN)           | Gella Vandecaveye (BEL)     | Jung Sung-Sook (KOR)              |
| Sydney 2000 Detaljer...         | Séverine Vandenhende (FRA) | Li Shufang (CHN)            | Jung Sung-Sook (KOR)              |
| Sydney 2000 Detaljer...         | Séverine Vandenhende (FRA) | Li Shufang (CHN)            | Gella Vandecaveye (BEL)           |
| Aten 2004 Detaljer...           | Ayumi Tanimoto (JPN)       | Claudia Heill (AUT)         | Urška Žolnir (SLO)                |
| Aten 2004 Detaljer...           | Ayumi Tanimoto (JPN)       | Claudia Heill (AUT)         | Driulis González (CUB)            |
| Peking 2008 Detaljer...         | Ayumi Tanimoto (JPN)       | Lucie Décosse (FRA)         | Elisabeth Willeboordse (NED)      |
| Peking 2008 Detaljer...         | Ayumi Tanimoto (JPN)       | Lucie Décosse (FRA)         | Won Ok-Im (PRK)                   |
| London 2012 Detaljer...         | Urška Žolnir (SLO)         | Xu Lili (CHN)               | Yoshie Ueno (JPN)                 |
| London 2012 Detaljer...         | Urška Žolnir (SLO)         | Xu Lili (CHN)               | Gévrise Émane (FRA)               |
| Rio de Janeiro 2016 Detaljer... | Tina Trstenjak (SLO)       | Clarisse Agbegnenou (FRA)   | Yarden Gerbi (ISR)                |
| Rio de Janeiro 2016 Detaljer... | Tina Trstenjak (SLO)       | Clarisse Agbegnenou (FRA)   | Anicka van Emden (NED)            |
| Tokyo 2020 Detaljer...          | Clarisse Agbegnenou (FRA)  | Tina Trstenjak (SLO)        | Maria Centracchio (ITA)           |
| Tokyo 2020 Detaljer...          | Clarisse Agbegnenou (FRA)  | Tina Trstenjak (SLO)        | Catherine Beauchemin-Pinard (CAN) |
| Paris 2024 Detaljer...          | Andreja Leški Slovenien    | Prisca Awiti Alcaraz Mexiko | Clarisse Agbegnenou Frankrike     |
| Paris 2024 Detaljer...          | Andreja Leški Slovenien    | Prisca Awiti Alcaraz Mexiko | Laura Fazliu Kosovo               |

#### Mellanvikt

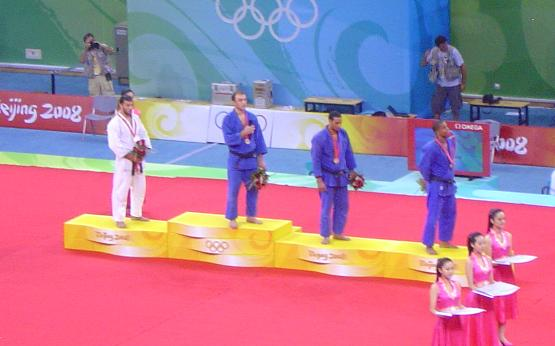
Medaljörerna i herrarnas 90-kilosklass 2008 i Peking.

- 66 kg (1992–1996)
- 70 kg (2000– )

| Spel                            | Guld                   | Silver                     | Brons                       |
| Barcelona 1992 Detaljer...      | Odalis Revé (CUB)      | Emanuela Pierantozzi (ITA) | Kate Howey (GBR)            |
| Barcelona 1992 Detaljer...      | Odalis Revé (CUB)      | Emanuela Pierantozzi (ITA) | Heidi Rakels (BEL)          |
| Atlanta 1996 Detaljer...        | Cho Min-Sun (KOR)      | Aneta Szczepańska (POL)    | Wang Xianbo (CHN)           |
| Atlanta 1996 Detaljer...        | Cho Min-Sun (KOR)      | Aneta Szczepańska (POL)    | Claudia Zwiers (NED)        |
| Sydney 2000 Detaljer...         | Sibelis Veranes (CUB)  | Kate Howey (GBR)           | Cho Min-Sun (KOR)           |
| Sydney 2000 Detaljer...         | Sibelis Veranes (CUB)  | Kate Howey (GBR)           | Ylenia Scapin (ITA)         |
| Aten 2004 Detaljer...           | Masae Ueno (JPN)       | Edith Bosch (NED)          | Qin Dongya (CHN)            |
| Aten 2004 Detaljer...           | Masae Ueno (JPN)       | Edith Bosch (NED)          | Annett Böhm (GER)           |
| Peking 2008 Detaljer...         | Masae Ueno (JPN)       | Anaysi Hernández (CUB)     | Ronda Rousey (USA)          |
| Peking 2008 Detaljer...         | Masae Ueno (JPN)       | Anaysi Hernández (CUB)     | Edith Bosch (NED)           |
| London 2012 Detaljer...         | Lucie Décosse (FRA)    | Kerstin Thiele (GER)       | Yuri Alvear (COL)           |
| London 2012 Detaljer...         | Lucie Décosse (FRA)    | Kerstin Thiele (GER)       | Edith Bosch (NED)           |
| Rio de Janeiro 2016 Detaljer... | Haruka Tachimoto (JPN) | Yuri Alvear (COL)          | Sally Conway (GBR)          |
| Rio de Janeiro 2016 Detaljer... | Haruka Tachimoto (JPN) | Yuri Alvear (COL)          | Laura Vargas Koch (GER)     |
| Tokyo 2020 Detaljer...          | Chizuru Arai (JPN)     | Michaela Polleres (AUT)    | Madina Tajmazov (ROC)       |
| Tokyo 2020 Detaljer...          | Chizuru Arai (JPN)     | Michaela Polleres (AUT)    | Sanne van Dijke (NED)       |
| Paris 2024 Detaljer...          | Barbara Matić Kroatien | Miriam Butkereit Tyskland  | Michaela Polleres Österrike |
| Paris 2024 Detaljer...          | Barbara Matić Kroatien | Miriam Butkereit Tyskland  | Gabriella Willems Belgien   |

#### Halv tungvikt

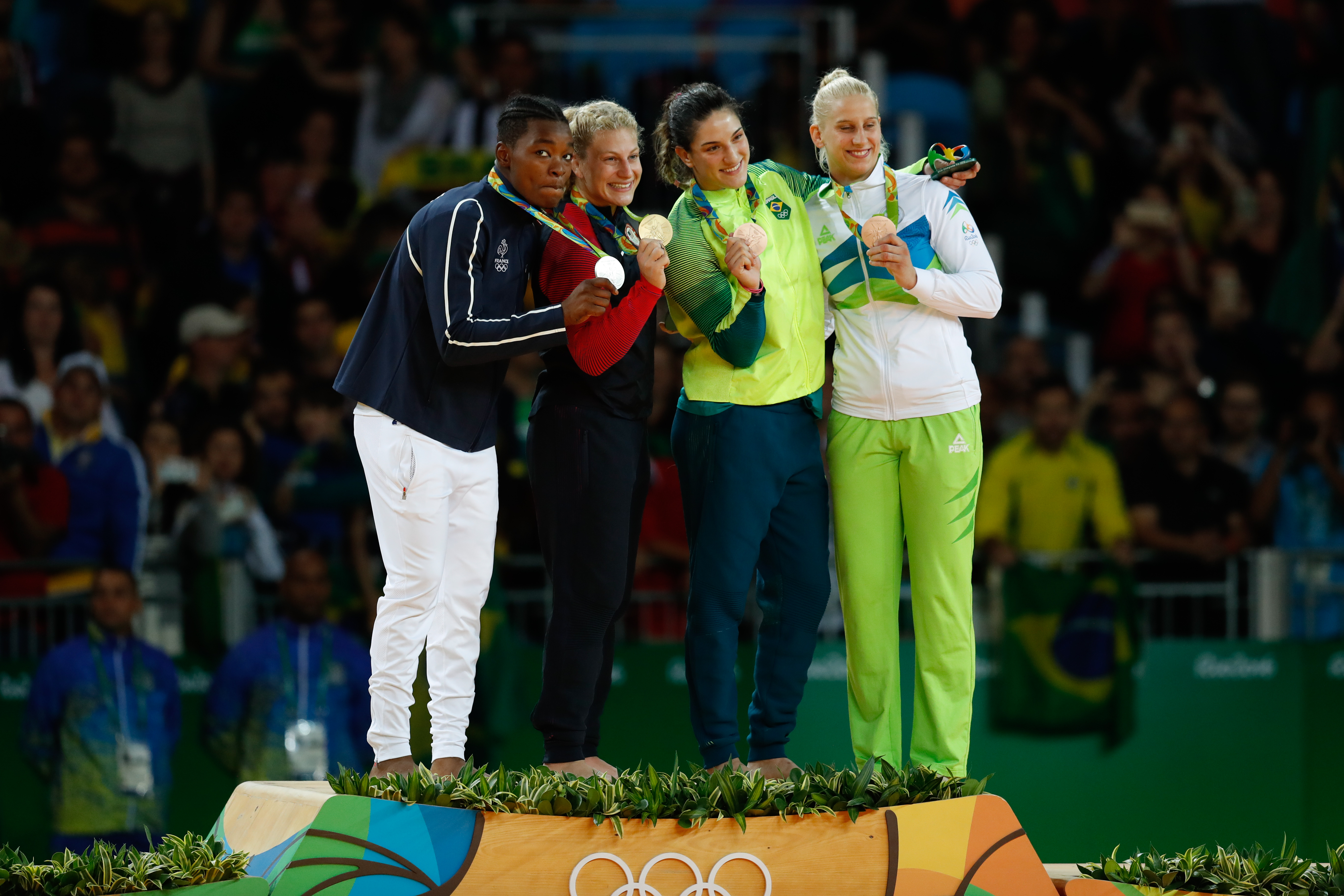
Medaljörerna i halv tungvikt 2016.

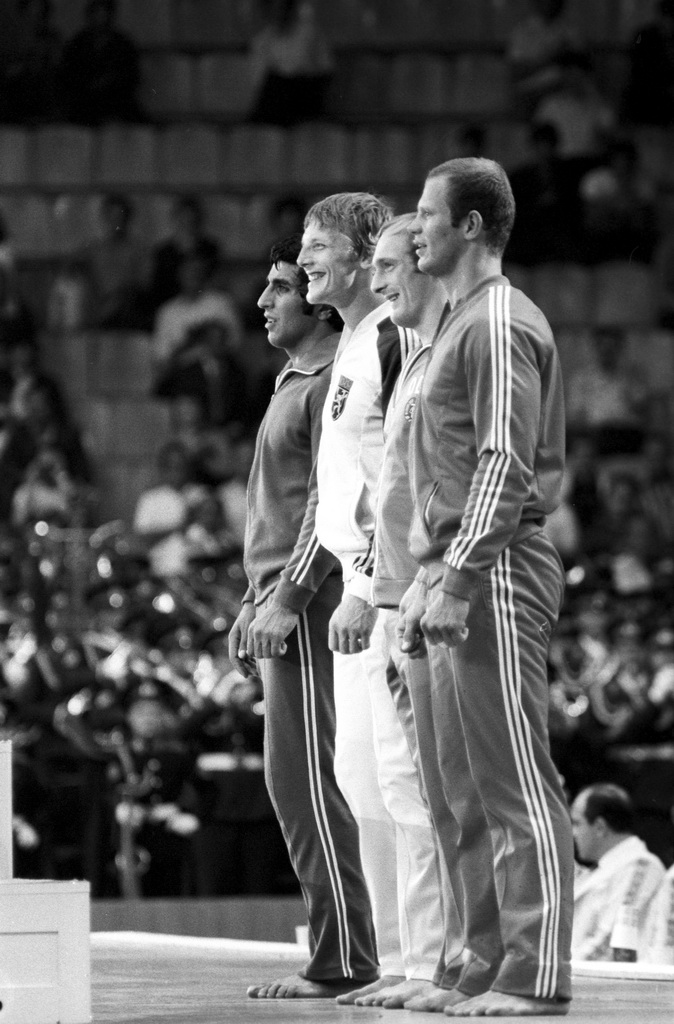
Medaljörerna i halv tungvikt 1980.

- 72 kg (1992–1996)
- 78 kg (2000– )

| Spel                            | Guld                   | Silver                  | Brons                      |
| Barcelona 1992 Detaljer...      | Kim Mi-Jung (KOR)      | Yoko Tanabe (JPN)       | Irene de Kok (NED)         |
| Barcelona 1992 Detaljer...      | Kim Mi-Jung (KOR)      | Yoko Tanabe (JPN)       | Laetitia Meignan (FRA)     |
| Atlanta 1996 Detaljer...        | Ulla Werbrouck (BEL)   | Yoko Tanabe (JPN)       | Diadenis Luna (CUB)        |
| Atlanta 1996 Detaljer...        | Ulla Werbrouck (BEL)   | Yoko Tanabe (JPN)       | Ylenia Scapin (ITA)        |
| Sydney 2000 Detaljer...         | Tang Lin (CHN)         | Céline Lebrun (FRA)     | Emanuela Pierantozzi (ITA) |
| Sydney 2000 Detaljer...         | Tang Lin (CHN)         | Céline Lebrun (FRA)     | Simona Richter (ROU)       |
| Aten 2004 Detaljer...           | Noriko Anno (JPN)      | Liu Xia (CHN)           | Lucia Morico (ITA)         |
| Aten 2004 Detaljer...           | Noriko Anno (JPN)      | Liu Xia (CHN)           | Yurisel Laborde (CUB)      |
| Peking 2008 Detaljer...         | Yang Xiuli (CHN)       | Yalennis Castillo (CUB) | Jeong Gyeong-Mi (KOR)      |
| Peking 2008 Detaljer...         | Yang Xiuli (CHN)       | Yalennis Castillo (CUB) | Stéphanie Possamaï (FRA)   |
| London 2012 Detaljer...         | Kayla Harrison (USA)   | Gemma Gibbons (GBR)     | Audrey Tcheuméo (FRA)      |
| London 2012 Detaljer...         | Kayla Harrison (USA)   | Gemma Gibbons (GBR)     | Mayra Aguiar (BRA)         |
| Rio de Janeiro 2016 Detaljer... | Kayla Harrison (USA)   | Audrey Tcheuméo (FRA)   | Anamari Velenšek (SLO)     |
| Rio de Janeiro 2016 Detaljer... | Kayla Harrison (USA)   | Audrey Tcheuméo (FRA)   | Mayra Aguiar (BRA)         |
| Tokyo 2020 Detaljer...          | Shori Hamada (JPN)     | Madeleine Malonga (FRA) | Anna-Maria Wagner (GER)    |
| Tokyo 2020 Detaljer...          | Shori Hamada (JPN)     | Madeleine Malonga (FRA) | Mayra Aguiar (BRA)         |
| Paris 2024 Detaljer...          | Alice Bellandi Italien | Inbar Lanir Israel      | Ma Zhenzhao Kina           |
| Paris 2024 Detaljer...          | Alice Bellandi Italien | Inbar Lanir Israel      | Patrícia Sampaio Portugal  |

#### Tungvikt

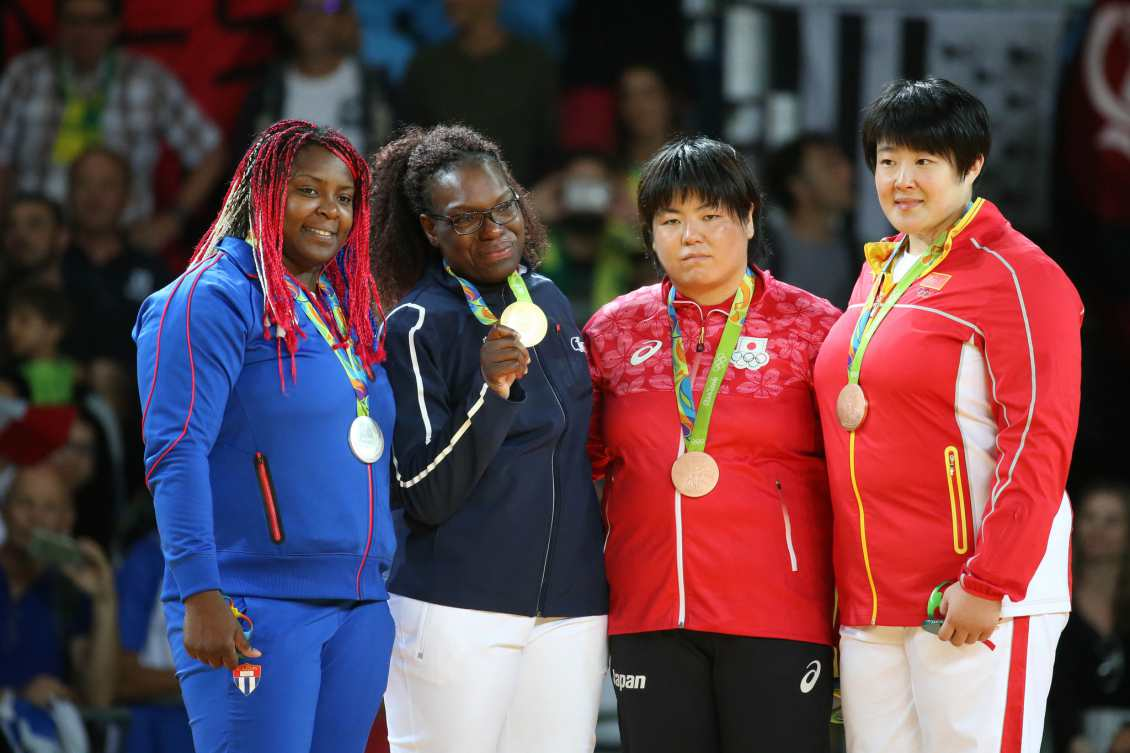
Medaljörerna i tungvikt i Rio de Janeiro 2016.

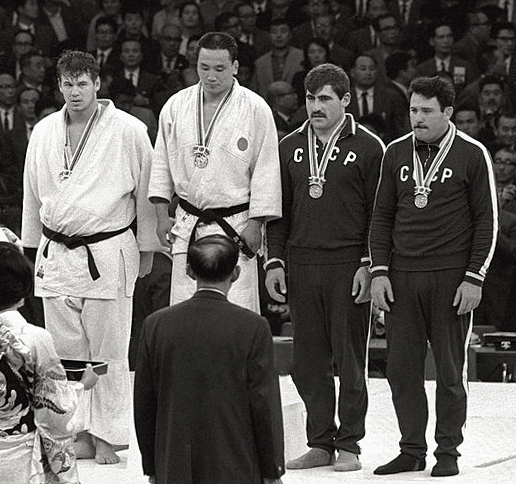
Medaljörerna i tungvikt 1964.

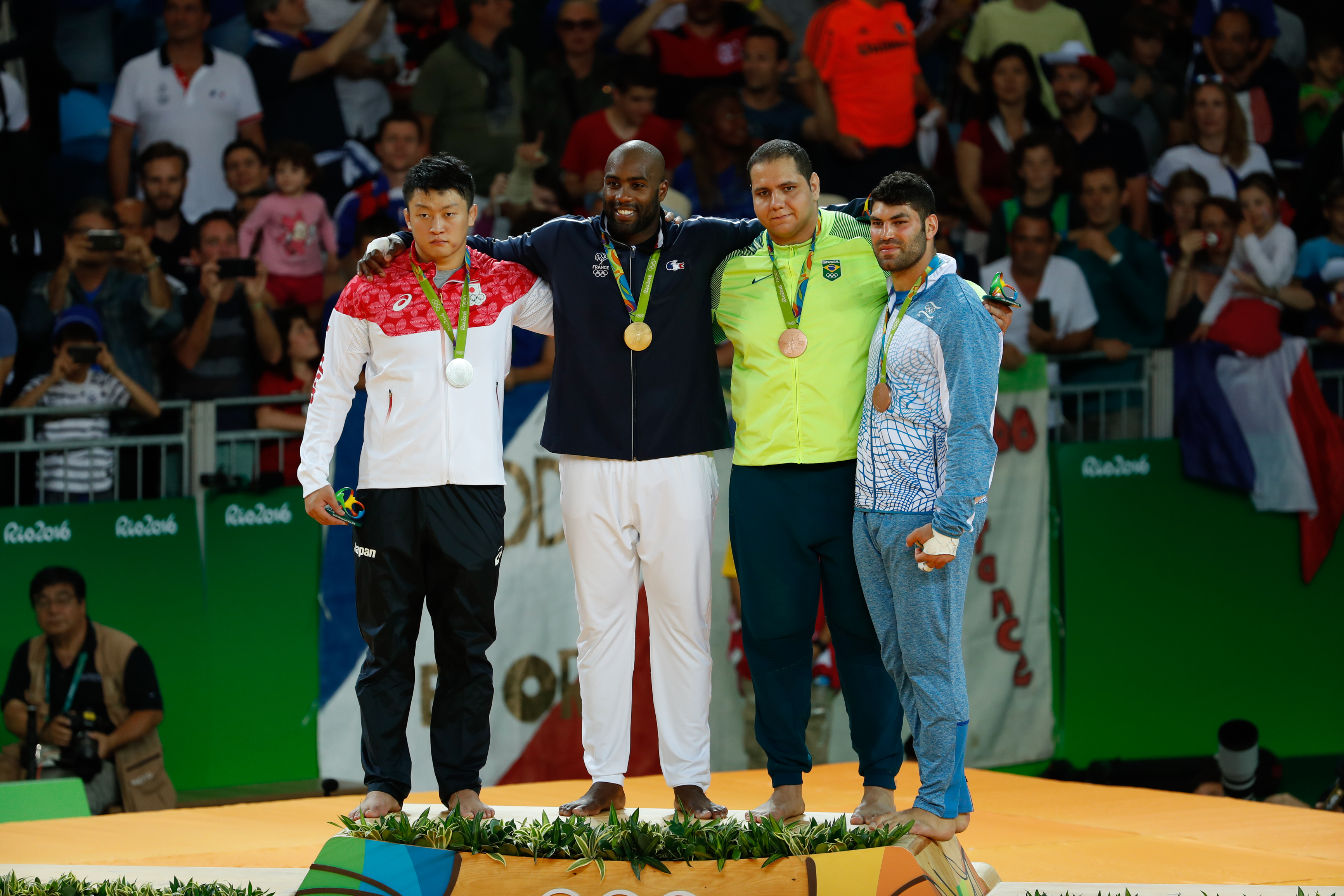
Medaljörerna i tungvikt vid sommarspelen 2016 i Rio de Janeiro.

- över 72 kg (1992–1996)
- över 78 kg (2000– )

| Spel                            | Guld                    | Silver                 | Brons                   |
| Barcelona 1992 Detaljer...      | Zhuang Xiaoyan (CHN)    | Estela Rodríguez (CUB) | Nathalie Lupino (FRA)   |
| Barcelona 1992 Detaljer...      | Zhuang Xiaoyan (CHN)    | Estela Rodríguez (CUB) | Yoko Sakaue (JPN)       |
| Atlanta 1996 Detaljer...        | Sun Fuming (CHN)        | Estela Rodríguez (CUB) | Christine Cicot (FRA)   |
| Atlanta 1996 Detaljer...        | Sun Fuming (CHN)        | Estela Rodríguez (CUB) | Johanna Hagn (GER)      |
| Sydney 2000 Detaljer...         | Yuan Hua (CHN)          | Daima Beltrán (CUB)    | Kim Seon-Young (KOR)    |
| Sydney 2000 Detaljer...         | Yuan Hua (CHN)          | Daima Beltrán (CUB)    | Mayumi Yamashita (JPN)  |
| Aten 2004 Detaljer...           | Maki Tsukada (JPN)      | Daima Beltrán (CUB)    | Tea Donguzasjvili (RUS) |
| Aten 2004 Detaljer...           | Maki Tsukada (JPN)      | Daima Beltrán (CUB)    | Sun Fuming (CHN)        |
| Peking 2008 Detaljer...         | Tong Wen (CHN)          | Maki Tsukada (JPN)     | Lucija Polavder (SLO)   |
| Peking 2008 Detaljer...         | Tong Wen (CHN)          | Maki Tsukada (JPN)     | Idalys Ortíz (CUB)      |
| London 2012 Detaljer...         | Idalys Ortíz (CUB)      | Mika Sugimoto (JPN)    | Karina Bryant (GBR)     |
| London 2012 Detaljer...         | Idalys Ortíz (CUB)      | Mika Sugimoto (JPN)    | Tong Wen (CHN)          |
| Rio de Janeiro 2016 Detaljer... | Émilie Andéol (FRA)     | Idalys Ortíz (CUB)     | Kanae Yamabe (JPN)      |
| Rio de Janeiro 2016 Detaljer... | Émilie Andéol (FRA)     | Idalys Ortíz (CUB)     | Yu Song (CHN)           |
| Tokyo 2020 Detaljer...          | Akira Sone (JPN)        | Idalys Ortíz (CUB)     | Iryna Kindzerska (AZE)  |
| Tokyo 2020 Detaljer...          | Akira Sone (JPN)        | Idalys Ortíz (CUB)     | Romane Dicko (FRA)      |
| Paris 2024 Detaljer...          | Beatriz Souza Brasilien | Raz Hershko Israel     | Kim Ha-yun Sydkorea     |
| Paris 2024 Detaljer...          | Beatriz Souza Brasilien | Raz Hershko Israel     | Romane Dicko Frankrike  |

### Herrar

#### Extra lättvikt
- 60 kg

| Spel                            | Guld                    | Silver                    | Brons                             |
| Moskva 1980 Detaljer...         | Thierry Rey (FRA)       | José Rodríguez (CUB)      | Tibor Kincses (HUN)               |
| Moskva 1980 Detaljer...         | Thierry Rey (FRA)       | José Rodríguez (CUB)      | Aramby Emizh (URS)                |
| Los Angeles 1984 Detaljer...    | Shinji Hosokawa (JPN)   | Kim Jae-Yup (KOR)         | Neil Eckersley (GBR)              |
| Los Angeles 1984 Detaljer...    | Shinji Hosokawa (JPN)   | Kim Jae-Yup (KOR)         | Edward Liddie (USA)               |
| Seoul 1988 Detaljer...          | Kim Jae-Yup (KOR)       | Kevin Asano (USA)         | Shinji Hosokawa (JPN)             |
| Seoul 1988 Detaljer...          | Kim Jae-Yup (KOR)       | Kevin Asano (USA)         | Amiran Totikasjvili (URS)         |
| Barcelona 1992 Detaljer...      | Nazim Husejnov (EUN)    | Yoon Hyun (KOR)           | Tadanori Koshino (JPN)            |
| Barcelona 1992 Detaljer...      | Nazim Husejnov (EUN)    | Yoon Hyun (KOR)           | Richard Trautmann (GER)           |
| Atlanta 1996 Detaljer...        | Tadahiro Nomura (JPN)   | Girolamo Giovinazzo (ITA) | Dorzjpalamyn Narmandach (MGL)     |
| Atlanta 1996 Detaljer...        | Tadahiro Nomura (JPN)   | Girolamo Giovinazzo (ITA) | Richard Trautmann (GER)           |
| Sydney 2000 Detaljer...         | Tadahiro Nomura (JPN)   | Jung Bu-Kyung (KOR)       | Manolo Poulot (CUB)               |
| Sydney 2000 Detaljer...         | Tadahiro Nomura (JPN)   | Jung Bu-Kyung (KOR)       | Ajdyn Smaghulov (KGZ)             |
| Aten 2004 Detaljer...           | Tadahiro Nomura (JPN)   | Nestor Chergiani (GEO)    | Chasjbaataryn Tsagaanbaatar (MGL) |
| Aten 2004 Detaljer...           | Tadahiro Nomura (JPN)   | Nestor Chergiani (GEO)    | Choi Min-Ho (KOR)                 |
| Peking 2008 Detaljer...         | Choi Min-Ho (KOR)       | Ludwig Paischer (AUT)     | Risjod Sobirov (UZB)              |
| Peking 2008 Detaljer...         | Choi Min-Ho (KOR)       | Ludwig Paischer (AUT)     | Ruben Houkes (NED)                |
| London 2012 Detaljer...         | Arsen Galstjan (RUS)    | Hiroaki Hiraoka (JPN)     | Felipe Kitadai (BRA)              |
| London 2012 Detaljer...         | Arsen Galstjan (RUS)    | Hiroaki Hiraoka (JPN)     | Risjod Sobirov (UZB)              |
| Rio de Janeiro 2016 Detaljer... | Beslan Mudranov (RUS)   | Jeldos Smetov (KAZ)       | Naohisa Takato (JPN)              |
| Rio de Janeiro 2016 Detaljer... | Beslan Mudranov (RUS)   | Jeldos Smetov (KAZ)       | Diyorbek Urozboev (UZB)           |
| Tokyo 2020 Detaljer...          | Naohisa Takato (JPN)    | Yang Yung-wei (TPE)       | Jeldos Smetov (KAZ)               |
| Tokyo 2020 Detaljer...          | Naohisa Takato (JPN)    | Yang Yung-wei (TPE)       | Luka Mkheidze (FRA)               |
| Paris 2024 Detaljer...          | Yeldos Smetov Kazakstan | Luka Mkheidze Frankrike   | Ryuju Nagayama Japan              |
| Paris 2024 Detaljer...          | Yeldos Smetov Kazakstan | Luka Mkheidze Frankrike   | Francisco Garrigós Spanien        |

#### Halv lättvikt
- 65 kg (1980–1996)
- 66 kg (2000– )

| Spel                            | Guld                        | Silver                     | Brons                        |
| Moskva 1980 Detaljer...         | Nikolaj Soloduchin (URS)    | Tsendiin Damdin (MGL)      | Ilian Nedkov (BUL)           |
| Moskva 1980 Detaljer...         | Nikolaj Soloduchin (URS)    | Tsendiin Damdin (MGL)      | Janusz Pawłowski (POL)       |
| Los Angeles 1984 Detaljer...    | Yoshiyuki Matsuoka (JPN)    | Hwang Jung-Oh (KOR)        | Marc Alexandre (FRA)         |
| Los Angeles 1984 Detaljer...    | Yoshiyuki Matsuoka (JPN)    | Hwang Jung-Oh (KOR)        | Josef Reiter (AUT)           |
| Seoul 1988 Detaljer...          | Lee Kyung-Keun (KOR)        | Janusz Pawłowski (POL)     | Bruno Carabetta (FRA)        |
| Seoul 1988 Detaljer...          | Lee Kyung-Keun (KOR)        | Janusz Pawłowski (POL)     | Yosuke Yamamoto (JPN)        |
| Barcelona 1992 Detaljer...      | Rogério Sampaio (BRA)       | József Csák (HUN)          | Israel Hernández (CUB)       |
| Barcelona 1992 Detaljer...      | Rogério Sampaio (BRA)       | József Csák (HUN)          | Udo Quellmalz (GER)          |
| Atlanta 1996 Detaljer...        | Udo Quellmalz (GER)         | Yukimasa Nakamura (JPN)    | Henrique Guimarães (BRA)     |
| Atlanta 1996 Detaljer...        | Udo Quellmalz (GER)         | Yukimasa Nakamura (JPN)    | Israel Hernández (CUB)       |
| Sydney 2000 Detaljer...         | Hüseyin Özkan (TUR)         | Larbi Benboudaoud (FRA)    | Girolamo Giovinazzo (ITA)    |
| Sydney 2000 Detaljer...         | Hüseyin Özkan (TUR)         | Larbi Benboudaoud (FRA)    | Giorgi Vazagasjvili (GEO)    |
| Aten 2004 Detaljer...           | Masato Uchishiba (JPN)      | Jozef Krnáč (SVK)          | Yordanis Arencibia (CUB)     |
| Aten 2004 Detaljer...           | Masato Uchishiba (JPN)      | Jozef Krnáč (SVK)          | Georgi Georgiev (BUL)        |
| Peking 2008 Detaljer...         | Masato Uchishiba (JPN)      | Benjamin Darbelet (FRA)    | Yordanis Arencibia (CUB)     |
| Peking 2008 Detaljer...         | Masato Uchishiba (JPN)      | Benjamin Darbelet (FRA)    | Pak Chol-Min (PRK)           |
| London 2012 Detaljer...         | Lasja Sjavdatuasjvili (GEO) | Miklós Ungvári (HUN)       | Masashi Ebinuma (JPN)        |
| London 2012 Detaljer...         | Lasja Sjavdatuasjvili (GEO) | Miklós Ungvári (HUN)       | Cho Jun-ho (KOR)             |
| Rio de Janeiro 2016 Detaljer... | Fabio Basile (ITA)          | An Ba-ul (KOR)             | Masashi Ebinuma (JPN)        |
| Rio de Janeiro 2016 Detaljer... | Fabio Basile (ITA)          | An Ba-ul (KOR)             | Risjod Sobirov (UZB)         |
| Tokyo 2020 Detaljer...          | Hifumi Abe (JPN)            | Vazja Margvelasjvili (GEO) | Daniel Cargnin (BRA)         |
| Tokyo 2020 Detaljer...          | Hifumi Abe (JPN)            | Vazja Margvelasjvili (GEO) | An Ba-ul (KOR)               |
| Paris 2024 Detaljer...          | Hifumi Abe Japan            | Willian Lima Brasilien     | Gusman Kyrgyzbayev Kazakstan |
| Paris 2024 Detaljer...          | Hifumi Abe Japan            | Willian Lima Brasilien     | Denis Vieru Moldavien        |

#### Lättvikt
- 68 kg (1964)
- 63 kg (1972–1976)
- 71 kg (1980–1996)
- 73 kg (2000– )

| Spel                            | Guld                                   | Silver                                 | Brons                                  |
| Tokyo 1964 Detaljer...          | Takehide Nakatani (JPN)                | Eric Hänni (SUI)                       | Ārons Bogoļubovs (URS)                 |
| Tokyo 1964 Detaljer...          | Takehide Nakatani (JPN)                | Eric Hänni (SUI)                       | Oleg Stepanov (URS)                    |
| Mexico City 1968                | ingick inte i det olympiska programmet | ingick inte i det olympiska programmet | ingick inte i det olympiska programmet |
| München 1972 Detaljer...        | Takao Kawaguchi (JPN)                  | ingen utsedd                           | Kim Yong-Ik (PRK)                      |
| München 1972 Detaljer...        | Takao Kawaguchi (JPN)                  | ingen utsedd                           | Jean-Jacques Mounier (FRA)             |
| Montréal 1976 Detaljer...       | Héctor Rodríguez (CUB)                 | Chang Eun-Kyung (KOR)                  | Felice Mariani (ITA)                   |
| Montréal 1976 Detaljer...       | Héctor Rodríguez (CUB)                 | Chang Eun-Kyung (KOR)                  | József Tuncsik (HUN)                   |
| Moskva 1980 Detaljer...         | Ezio Gamba (ITA)                       | Neil Adams (GBR)                       | Ravdangiin Davaadalai (MGL)            |
| Moskva 1980 Detaljer...         | Ezio Gamba (ITA)                       | Neil Adams (GBR)                       | Karl-Heinz Lehmann (GDR)               |
| Los Angeles 1984 Detaljer...    | Ahn Byeong-Keun (KOR)                  | Ezio Gamba (ITA)                       | Kerrith Brown (GBR)                    |
| Los Angeles 1984 Detaljer...    | Ahn Byeong-Keun (KOR)                  | Ezio Gamba (ITA)                       | Luís Onmura (BRA)                      |
| Seoul 1988 Detaljer...          | Marc Alexandre (FRA)                   | Sven Loll (GDR)                        | Mike Swain (USA)                       |
| Seoul 1988 Detaljer...          | Marc Alexandre (FRA)                   | Sven Loll (GDR)                        | Georgj Tenadze (URS)                   |
| Barcelona 1992 Detaljer...      | Toshihiko Koga (JPN)                   | Bertalan Hajtós (HUN)                  | Chung Hoon (KOR)                       |
| Barcelona 1992 Detaljer...      | Toshihiko Koga (JPN)                   | Bertalan Hajtós (HUN)                  | Oren Smadja (ISR)                      |
| Atlanta 1996 Detaljer...        | Kenzo Nakamura (JPN)                   | Kwak Dae-Sung (KOR)                    | Christophe Gagliano (FRA)              |
| Atlanta 1996 Detaljer...        | Kenzo Nakamura (JPN)                   | Kwak Dae-Sung (KOR)                    | Jimmy Pedro (USA)                      |
| Sydney 2000 Detaljer...         | Giuseppe Maddaloni (ITA)               | Tiago Camilo (BRA)                     | Anatolij Larjukov (BLR)                |
| Sydney 2000 Detaljer...         | Giuseppe Maddaloni (ITA)               | Tiago Camilo (BRA)                     | Vsevolods Zeļonijs (LAT)               |
| Aten 2004 Detaljer...           | Lee Won-Hee (KOR)                      | Vitalij Makarov (RUS)                  | Leandro Guilheiro (BRA)                |
| Aten 2004 Detaljer...           | Lee Won-Hee (KOR)                      | Vitalij Makarov (RUS)                  | Jimmy Pedro (USA)                      |
| Peking 2008 Detaljer...         | Elnur Məmmədli (AZE)                   | Wang Ki-Chun (KOR)                     | Rasul Boqijev (TJK)                    |
| Peking 2008 Detaljer...         | Elnur Məmmədli (AZE)                   | Wang Ki-Chun (KOR)                     | Leandro Guilheiro (BRA)                |
| London 2012 Detaljer...         | Mansur Isajev (RUS)                    | Riki Nakaya (JPN)                      | Nyam-Ochir Sainjargal (MGL)            |
| London 2012 Detaljer...         | Mansur Isajev (RUS)                    | Riki Nakaya (JPN)                      | Ugo Legrand (FRA)                      |
| Rio de Janeiro 2016 Detaljer... | Shohei Ono (JPN)                       | Rustam Orujov (AZE)                    | Lasja Sjavdatuasjvili (GEO)            |
| Rio de Janeiro 2016 Detaljer... | Shohei Ono (JPN)                       | Rustam Orujov (AZE)                    | Dirk van Tichelt (BEL)                 |
| Tokyo 2020 Detaljer...          | Shohei Ono (JPN)                       | Lasja Sjavdatuasjvili (GEO)            | An Chang-rim (KOR)                     |
| Tokyo 2020 Detaljer...          | Shohei Ono (JPN)                       | Lasja Sjavdatuasjvili (GEO)            | Tsogtbaatar Tsend-Ochir (MGL)          |
| Paris 2024 Detaljer...          | Hidayät Heydärov Azerbajdzjan          | Joan-Benjamin Gaba Frankrike           | Adil Osmanov Moldavien                 |
| Paris 2024 Detaljer...          | Hidayät Heydärov Azerbajdzjan          | Joan-Benjamin Gaba Frankrike           | Soichi Hashimoto Japan                 |

#### Halv mellanvikt
- 70 kg (1972–1976)
- 78 kg (1980–1996)
- 81 kg (2000– )

| Spel                            | Guld                      | Silver                      | Brons                           |
| München 1972 Detaljer...        | Toyokazu Nomura (JPN)     | Anton Zajkowski (POL)       | Dietmar Hötger (GDR)            |
| München 1972 Detaljer...        | Toyokazu Nomura (JPN)     | Anton Zajkowski (POL)       | Anatolij Novikov (URS)          |
| Montréal 1976 Detaljer...       | Vladimir Nevzorov (URS)   | Koji Kuramoto (JPN)         | Marian Tałaj (POL)              |
| Montréal 1976 Detaljer...       | Vladimir Nevzorov (URS)   | Koji Kuramoto (JPN)         | Patrick Vial (FRA)              |
| Moskva 1980 Detaljer...         | Sjota Chabareli (URS)     | Juan Ferrer (CUB)           | Harald Heinke (GDR)             |
| Moskva 1980 Detaljer...         | Sjota Chabareli (URS)     | Juan Ferrer (CUB)           | Bernard Tchoullouyan (FRA)      |
| Los Angeles 1984 Detaljer...    | Frank Wieneke (FRG)       | Neil Adams (GBR)            | Mircea Frățică (ROU)            |
| Los Angeles 1984 Detaljer...    | Frank Wieneke (FRG)       | Neil Adams (GBR)            | Michel Nowak (FRA)              |
| Seoul 1988 Detaljer...          | Waldemar Legień (POL)     | Frank Wieneke (FRG)         | Torsten Bréchôt (GDR)           |
| Seoul 1988 Detaljer...          | Waldemar Legień (POL)     | Frank Wieneke (FRG)         | Basjir Varaev (URS)             |
| Barcelona 1992 Detaljer...      | Hidehiko Yoshida (JPN)    | Jason Morris (USA)          | Kim Byung-Joo (KOR)             |
| Barcelona 1992 Detaljer...      | Hidehiko Yoshida (JPN)    | Jason Morris (USA)          | Bertrand Damaisin (FRA)         |
| Atlanta 1996 Detaljer...        | Djamel Bouras (FRA)       | Toshihiko Koga (JPN)        | Cho In-Chul (KOR)               |
| Atlanta 1996 Detaljer...        | Djamel Bouras (FRA)       | Toshihiko Koga (JPN)        | Soso Liparteliani (GEO)         |
| Sydney 2000 Detaljer...         | Makoto Takimoto (JPN)     | Cho In-Chul (KOR)           | Aleksei Budõlin (EST)           |
| Sydney 2000 Detaljer...         | Makoto Takimoto (JPN)     | Cho In-Chul (KOR)           | Nuno Delgado (POR)              |
| Aten 2004 Detaljer...           | Ilias Iliadis (GRE)       | Roman Gontiuk (UKR)         | Flávio Canto (BRA)              |
| Aten 2004 Detaljer...           | Ilias Iliadis (GRE)       | Roman Gontiuk (UKR)         | Dmitri Nossov (RUS)             |
| Peking 2008 Detaljer...         | Ole Bischof (GER)         | Kim Jae-bum (KOR)           | Tiago Camilo (BRA)              |
| Peking 2008 Detaljer...         | Ole Bischof (GER)         | Kim Jae-bum (KOR)           | Roman Gontiuk (UKR)             |
| London 2012 Detaljer...         | Kim Jae-bum (KOR)         | Ole Bischof (GER)           | Ivan Nifontov (RUS)             |
| London 2012 Detaljer...         | Kim Jae-bum (KOR)         | Ole Bischof (GER)           | Antoine Valois-Fortier (CAN)    |
| Rio de Janeiro 2016 Detaljer... | Chasan Chalmurzajev (RUS) | Travis Stevens (USA)        | Sergiu Toma (UAE)               |
| Rio de Janeiro 2016 Detaljer... | Chasan Chalmurzajev (RUS) | Travis Stevens (USA)        | Takanori Nagase (JPN)           |
| Tokyo 2020 Detaljer...          | Takanori Nagase (JPN)     | Saeid Mollaei (MGL)         | Shamil Borchashvili (AUT)       |
| Tokyo 2020 Detaljer...          | Takanori Nagase (JPN)     | Saeid Mollaei (MGL)         | Matthias Casse (BEL)            |
| Paris 2024 Detaljer...          | Takanori Nagase Japan     | Tato Grigalasjvili Georgien | Lee Joon-hwan Sydkorea          |
| Paris 2024 Detaljer...          | Takanori Nagase Japan     | Tato Grigalasjvili Georgien | Somon Makhmadbekov Tadzjikistan |

#### Mellanvikt
- 80 kg (1964–1976)
- 86 kg (1980–1996)
- 90 kg (2000– )

| Spel                            | Guld                                   | Silver                                 | Brons                                  |
| Tokyo 1964 Detaljer...          | Isao Okano (JPN)                       | Wolfgang Hofmann (EUA)                 | James Bregman (USA)                    |
| Tokyo 1964 Detaljer...          | Isao Okano (JPN)                       | Wolfgang Hofmann (EUA)                 | Kim Eui-Tae (KOR)                      |
| Mexico City 1968                | ingick inte i det olympiska programmet | ingick inte i det olympiska programmet | ingick inte i det olympiska programmet |
| München 1972 Detaljer...        | Shinobu Sekine (JPN)                   | Oh Seung-Lip (KOR)                     | Jean-Paul Coche (FRA)                  |
| München 1972 Detaljer...        | Shinobu Sekine (JPN)                   | Oh Seung-Lip (KOR)                     | Brian Jacks (GBR)                      |
| Montréal 1976 Detaljer...       | Isamu Sonoda (JPN)                     | Valerij Dvojnikov (URS)                | Slavko Obadov (YUG)                    |
| Montréal 1976 Detaljer...       | Isamu Sonoda (JPN)                     | Valerij Dvojnikov (URS)                | Park Young-Chul (KOR)                  |
| Moskva 1980 Detaljer...         | Jürg Röthlisberger (SUI)               | Isaac Azcuy (CUB)                      | Aleksandrs Jackevičs (URS)             |
| Moskva 1980 Detaljer...         | Jürg Röthlisberger (SUI)               | Isaac Azcuy (CUB)                      | Detlef Ultsch (GDR)                    |
| Los Angeles 1984 Detaljer...    | Peter Seisenbacher (AUT)               | Robert Berland (USA)                   | Walter Carmona (BRA)                   |
| Los Angeles 1984 Detaljer...    | Peter Seisenbacher (AUT)               | Robert Berland (USA)                   | Seiki Nose (JPN)                       |
| Seoul 1988 Detaljer...          | Peter Seisenbacher (AUT)               | Vladimir Sjestakov (URS)               | Akinobu Osako (JPN)                    |
| Seoul 1988 Detaljer...          | Peter Seisenbacher (AUT)               | Vladimir Sjestakov (URS)               | Ben Spijkers (NED)                     |
| Barcelona 1992 Detaljer...      | Waldemar Legień (POL)                  | Pascal Tayot (FRA)                     | Nicolas Gill (CAN)                     |
| Barcelona 1992 Detaljer...      | Waldemar Legień (POL)                  | Pascal Tayot (FRA)                     | Hirotaka Okada (JPN)                   |
| Atlanta 1996 Detaljer...        | Jeon Ki-young (KOR)                    | Armen Bagdasarov (UZB)                 | Mark Huizinga (NED)                    |
| Atlanta 1996 Detaljer...        | Jeon Ki-young (KOR)                    | Armen Bagdasarov (UZB)                 | Marko Spittka (GER)                    |
| Sydney 2000 Detaljer...         | Mark Huizinga (NED)                    | Carlos Honorato (BRA)                  | Frédéric Demontfaucon (FRA)            |
| Sydney 2000 Detaljer...         | Mark Huizinga (NED)                    | Carlos Honorato (BRA)                  | Ruslan Masjurenko (UKR)                |
| Aten 2004 Detaljer...           | Zurab Zviadauri (GEO)                  | Hiroshi Izumi (JPN)                    | Mark Huizinga (NED)                    |
| Aten 2004 Detaljer...           | Zurab Zviadauri (GEO)                  | Hiroshi Izumi (JPN)                    | Chasanbi Taov (RUS)                    |
| Peking 2008 Detaljer...         | Irakli Tsirekidze (GEO)                | Amar Benikhlef (ALG)                   | Hesham Mesbah (EGY)                    |
| Peking 2008 Detaljer...         | Irakli Tsirekidze (GEO)                | Amar Benikhlef (ALG)                   | Sergei Aschwanden (SUI)                |
| London 2012 Detaljer...         | Song Dae-nam (KOR)                     | Asley González (CUB)                   | Ilias Iliadis (GRE)                    |
| London 2012 Detaljer...         | Song Dae-nam (KOR)                     | Asley González (CUB)                   | Masashi Nishiyama (JPN)                |
| Rio de Janeiro 2016 Detaljer... | Mashu Baker (JPN)                      | Varlam Liparteliani (GEO)              | Gwak Dong-han (KOR)                    |
| Rio de Janeiro 2016 Detaljer... | Mashu Baker (JPN)                      | Varlam Liparteliani (GEO)              | Cheng Xunzhao (CHN)                    |
| Tokyo 2020 Detaljer...          | Lasja Bekauri (GEO)                    | Eduard Trippel (GER)                   | Davlat Bobonov (UZB)                   |
| Tokyo 2020 Detaljer...          | Lasja Bekauri (GEO)                    | Eduard Trippel (GER)                   | Krisztián Tóth (HUN)                   |
| Paris 2024 Detaljer...          | Lasja Bekauri Georgien                 | Sanshiro Murao Japan                   | Maxime-Gaël Ngayap Hambou Frankrike    |
| Paris 2024 Detaljer...          | Lasja Bekauri Georgien                 | Sanshiro Murao Japan                   | Theodoros Tselidis Grekland            |

#### Halv tungvikt
- 93 kg (1972–1976)
- 95 kg (1980–1996)
- 100 kg (2000– )

| Spel                            | Guld                          | Silver                        | Brons                            |
| München 1972 Detaljer...        | Sjota Tjotjisjvili (URS)      | David Starbrook (GBR)         | Paul Barth (FRG)                 |
| München 1972 Detaljer...        | Sjota Tjotjisjvili (URS)      | David Starbrook (GBR)         | Chiaki Ishii (BRA)               |
| Montréal 1976 Detaljer...       | Kazuhiro Ninomiya (JPN)       | Ramaz Charsjiladze (URS)      | Jürg Röthlisberger (SUI)         |
| Montréal 1976 Detaljer...       | Kazuhiro Ninomiya (JPN)       | Ramaz Charsjiladze (URS)      | David Starbrook (GBR)            |
| Moskva 1980 Detaljer...         | Robert Van de Walle (BEL)     | Tengiz Chubuluri (URS)        | Dietmar Lorenz (GDR)             |
| Moskva 1980 Detaljer...         | Robert Van de Walle (BEL)     | Tengiz Chubuluri (URS)        | Henk Numan (NED)                 |
| Los Angeles 1984 Detaljer...    | Ha Hyoung-Zoo (KOR)           | Douglas Vieira (BRA)          | Bjarni Friðriksson (ISL)         |
| Los Angeles 1984 Detaljer...    | Ha Hyoung-Zoo (KOR)           | Douglas Vieira (BRA)          | Günther Neureuther (FRG)         |
| Seoul 1988 Detaljer...          | Aurélio Miguel (BRA)          | Marc Meiling (FRG)            | Dennis Stewart (GBR)             |
| Seoul 1988 Detaljer...          | Aurélio Miguel (BRA)          | Marc Meiling (FRG)            | Robert Van de Walle (BEL)        |
| Barcelona 1992 Detaljer...      | Antal Kovács (HUN)            | Raymond Stevens (GBR)         | Theo Meijer (NED)                |
| Barcelona 1992 Detaljer...      | Antal Kovács (HUN)            | Raymond Stevens (GBR)         | Dmitri Sergejev (EUN)            |
| Atlanta 1996 Detaljer...        | Paweł Nastula (POL)           | Kim Min-Soo (KOR)             | Aurélio Miguel (BRA)             |
| Atlanta 1996 Detaljer...        | Paweł Nastula (POL)           | Kim Min-Soo (KOR)             | Stéphane Traineau (FRA)          |
| Sydney 2000 Detaljer...         | Kōsei Inoue (JPN)             | Nicolas Gill (CAN)            | Juri Stepkine (RUS)              |
| Sydney 2000 Detaljer...         | Kōsei Inoue (JPN)             | Nicolas Gill (CAN)            | Stéphane Traineau (FRA)          |
| Aten 2004 Detaljer...           | Ihar Makarau (BLR)            | Jang Sung-ho (KOR)            | Michael Jurack (GER)             |
| Aten 2004 Detaljer...           | Ihar Makarau (BLR)            | Jang Sung-ho (KOR)            | Ariel Zeevi (ISR)                |
| Peking 2008 Detaljer...         | Naidangiin Tüvsjinbajar (MGL) | Asqat Zjitkejev (KAZ)         | Movlud Miraliyev (AZE)           |
| Peking 2008 Detaljer...         | Naidangiin Tüvsjinbajar (MGL) | Asqat Zjitkejev (KAZ)         | Henk Grol (NED)                  |
| London 2012 Detaljer...         | Tagir Chajbulajev (RUS)       | Naidangiin Tüvsjinbajar (MGL) | Dimitri Peters (GER)             |
| London 2012 Detaljer...         | Tagir Chajbulajev (RUS)       | Naidangiin Tüvsjinbajar (MGL) | Henk Grol (NED)                  |
| Rio de Janeiro 2016 Detaljer... | Lukáš Krpálek (CZE)           | Elmar Gasimov (AZE)           | Cyrille Maret (FRA)              |
| Rio de Janeiro 2016 Detaljer... | Lukáš Krpálek (CZE)           | Elmar Gasimov (AZE)           | Ryunosuke Haga (JPN)             |
| Tokyo 2020 Detaljer...          | Aaron Wolf (JPN)              | Cho Gu-ham (KOR)              | Jorge Fonseca (POR)              |
| Tokyo 2020 Detaljer...          | Aaron Wolf (JPN)              | Cho Gu-ham (KOR)              | Nijaz Iljasov (ROC)              |
| Paris 2024 Detaljer...          | Zelym Kotsoiev Azerbajdzjan   | Ilia Sulamanidze Georgien     | Peter Paltchik Israel            |
| Paris 2024 Detaljer...          | Zelym Kotsoiev Azerbajdzjan   | Ilia Sulamanidze Georgien     | Muzaffarbek Turoboyev Uzbekistan |

#### Tungvikt
- över 80 kg (1964)
- över 93 kg (1972–1976)
- över 95 kg (1980–1996)
- över 100 kg (2000– )

| Spel                            | Guld                                   | Silver                                 | Brons                                  |
| Tokyo 1964 Detaljer...          | Isao Inokuma (JPN)                     | Doug Rogers (CAN)                      | Parnaoz Tjikviladze (URS)              |
| Tokyo 1964 Detaljer...          | Isao Inokuma (JPN)                     | Doug Rogers (CAN)                      | Anzor Kiknadze (URS)                   |
| Mexico City 1968                | ingick inte i det olympiska programmet | ingick inte i det olympiska programmet | ingick inte i det olympiska programmet |
| München 1972 Detaljer...        | Wim Ruska (NED)                        | Klaus Glahn (FRG)                      | Motoki Nishimura (JPN)                 |
| München 1972 Detaljer...        | Wim Ruska (NED)                        | Klaus Glahn (FRG)                      | Givi Onasjvili (URS)                   |
| Montréal 1976 Detaljer...       | Serhij Novikov (URS)                   | Günther Neureuther (FRG)               | Allen Coage (USA)                      |
| Montréal 1976 Detaljer...       | Serhij Novikov (URS)                   | Günther Neureuther (FRG)               | Sumio Endo (JPN)                       |
| Moskva 1980 Detaljer...         | Angelo Parisi (FRA)                    | Dimitar Zaprianov (BUL)                | Radomir Kovačević (YUG)                |
| Moskva 1980 Detaljer...         | Angelo Parisi (FRA)                    | Dimitar Zaprianov (BUL)                | Vladimír Kocman (TCH)                  |
| Los Angeles 1984 Detaljer...    | Hitoshi Saito (JPN)                    | Angelo Parisi (FRA)                    | Mark Berger (CAN)                      |
| Los Angeles 1984 Detaljer...    | Hitoshi Saito (JPN)                    | Angelo Parisi (FRA)                    | Cho Yong-Chul (KOR)                    |
| Seoul 1988 Detaljer...          | Hitoshi Saito (JPN)                    | Henry Stöhr (GDR)                      | Cho Yong-Chul (KOR)                    |
| Seoul 1988 Detaljer...          | Hitoshi Saito (JPN)                    | Henry Stöhr (GDR)                      | Grigorj Veritjev (URS)                 |
| Barcelona 1992 Detaljer...      | David Chachaleisjvili (EUN)            | Naoya Ogawa (JPN)                      | Imre Csősz (HUN)                       |
| Barcelona 1992 Detaljer...      | David Chachaleisjvili (EUN)            | Naoya Ogawa (JPN)                      | David Douillet (FRA)                   |
| Atlanta 1996 Detaljer...        | David Douillet (FRA)                   | Ernesto Pérez (ESP)                    | Frank Möller (GER)                     |
| Atlanta 1996 Detaljer...        | David Douillet (FRA)                   | Ernesto Pérez (ESP)                    | Harry Van Barneveld (BEL)              |
| Sydney 2000 Detaljer...         | David Douillet (FRA)                   | Shinichi Shinohara (JPN)               | Indrek Pertelson (EST)                 |
| Sydney 2000 Detaljer...         | David Douillet (FRA)                   | Shinichi Shinohara (JPN)               | Tamerlan Tmenov (RUS)                  |
| Aten 2004 Detaljer...           | Keiji Suzuki (JPN)                     | Tamerlan Tmenov (RUS)                  | Dennis van der Geest (NED)             |
| Aten 2004 Detaljer...           | Keiji Suzuki (JPN)                     | Tamerlan Tmenov (RUS)                  | Indrek Pertelson (EST)                 |
| Peking 2008 Detaljer...         | Satoshi Ishii (JPN)                    | Abdullo Tangriev (UZB)                 | Óscar Brayson (CUB)                    |
| Peking 2008 Detaljer...         | Satoshi Ishii (JPN)                    | Abdullo Tangriev (UZB)                 | Teddy Riner (FRA)                      |
| London 2012 Detaljer...         | Teddy Riner (FRA)                      | Aleksandr Michailine (RUS)             | Rafael Silva (BRA)                     |
| London 2012 Detaljer...         | Teddy Riner (FRA)                      | Aleksandr Michailine (RUS)             | Andreas Tölzer (GER)                   |
| Rio de Janeiro 2016 Detaljer... | Teddy Riner (FRA)                      | Hisayoshi Harasawa (JPN)               | Rafael Silva (BRA)                     |
| Rio de Janeiro 2016 Detaljer... | Teddy Riner (FRA)                      | Hisayoshi Harasawa (JPN)               | Or Sasson (ISR)                        |
| Tokyo 2020 Detaljer...          | Lukáš Krpálek (CZE)                    | Guram Tusjisjvili (GEO)                | Teddy Riner (FRA)                      |
| Tokyo 2020 Detaljer...          | Lukáš Krpálek (CZE)                    | Guram Tusjisjvili (GEO)                | Tamerlan Basjajev (ROC)                |
| Paris 2024 Detaljer...          | Teddy Riner Frankrike                  | Kim Min-jongg Sydkorea                 | Temur Rakhimov Tadzjikistan            |
| Paris 2024 Detaljer...          | Teddy Riner Frankrike                  | Kim Min-jongg Sydkorea                 | Alisher Yusupov Uzbekistan             |

#### Öppen klass

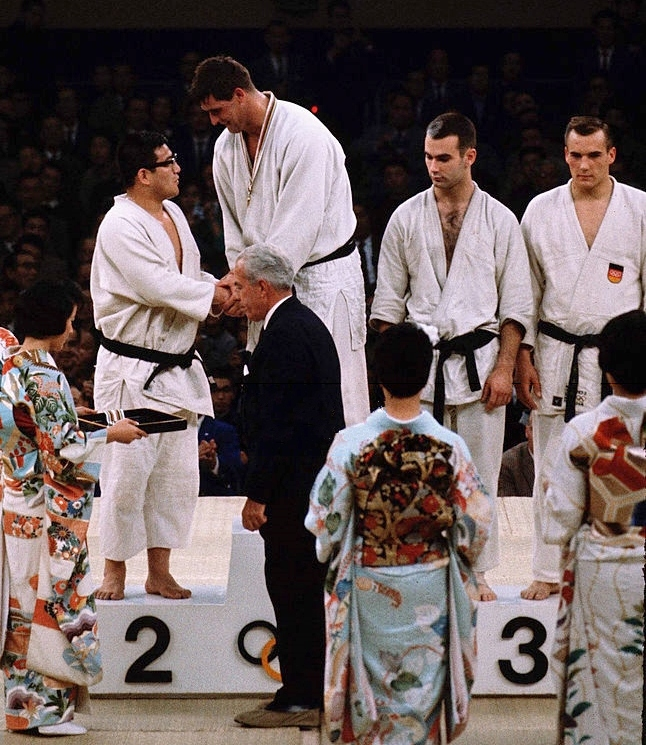
Medaljörerna i den öppna klassen 1964.

| Spel                         | Guld                                   | Silver                                 | Brons                                  |
| Tokyo 1964 Detaljer...       | Anton Geesink (NED)                    | Akio Kaminaga (JPN)                    | Theodore Boronovskis (AUS)             |
| Tokyo 1964 Detaljer...       | Anton Geesink (NED)                    | Akio Kaminaga (JPN)                    | Klaus Glahn (EUA)                      |
| Mexico City 1968             | ingick inte i det olympiska programmet | ingick inte i det olympiska programmet | ingick inte i det olympiska programmet |
| München 1972 Detaljer...     | Wim Ruska (NED)                        | Vitalij Kuznetsov (URS)                | Jean-Claude Brondani (FRA)             |
| München 1972 Detaljer...     | Wim Ruska (NED)                        | Vitalij Kuznetsov (URS)                | Angelo Parisi (GBR)                    |
| Montréal 1976 Detaljer...    | Haruki Uemura (JPN)                    | Keith Remfry (GBR)                     | Cho Jea-Ki (KOR)                       |
| Montréal 1976 Detaljer...    | Haruki Uemura (JPN)                    | Keith Remfry (GBR)                     | Sjota Tjotjisjvili (URS)               |
| Moskva 1980 Detaljer...      | Dietmar Lorenz (GDR)                   | Angelo Parisi (FRA)                    | András Ozsvár (HUN)                    |
| Moskva 1980 Detaljer...      | Dietmar Lorenz (GDR)                   | Angelo Parisi (FRA)                    | Arthur Mapp (GBR)                      |
| Los Angeles 1984 Detaljer... | Yasuhiro Yamashita (JPN)               | Mohamed Ali Rashwan (EGY)              | Arthur Schnabel (FRG)                  |
| Los Angeles 1984 Detaljer... | Yasuhiro Yamashita (JPN)               | Mohamed Ali Rashwan (EGY)              | Mihai Cioc (ROU)                       |

### Mixedlag
| Spel                   | Guld | Silver | Brons |
| Tokyo 2020 Detaljer... | Frankrike Clarisse Agbegnenou Amandine Buchard Guillaume Chaine Axel Clerget Sarah-Léonie Cysique Romane Dicko Alexandre Iddir Kilian Le Blouch Madeleine Malonga Margaux Pinot Teddy Riner                                                             | Japan Hifumi Abe Uta Abe Chizuru Arai Shori Hamada Hisayoshi Harasawa Shoichiro Mukai Takanori Nagase Shohei Ono Akira Sone Miku Tashiro Aaron Wolf Tsukasa Yoshida                                 | Tyskland Johannes Frey Karl-Richard Frey Jasmin Grabowski Katharina Menz Dominic Ressel Giovanna Scoccimarro Sebastian Seidl Theresa Stoll Martyna Trajdos Eduard Trippel Anna-Maria Wagner Igor Wandtke |
| Tokyo 2020 Detaljer... | Frankrike Clarisse Agbegnenou Amandine Buchard Guillaume Chaine Axel Clerget Sarah-Léonie Cysique Romane Dicko Alexandre Iddir Kilian Le Blouch Madeleine Malonga Margaux Pinot Teddy Riner                                                             | Japan Hifumi Abe Uta Abe Chizuru Arai Shori Hamada Hisayoshi Harasawa Shoichiro Mukai Takanori Nagase Shohei Ono Akira Sone Miku Tashiro Aaron Wolf Tsukasa Yoshida                                 | Israel Tohar Butbul Raz Hershko Li Kochman Inbar Lanir Sagi Muki Timna Nelson-Levy Peter Paltchik Shira Rishony Or Sasson Gili Sharir Baruch Shmailov                                                    |
| Paris 2024 Detaljer... | Frankrike Shirine Boukli Joan-Benjamin Gaba Amandine Buchard Walide Khyar Sarah-Léonie Cysique Luka Mkheidze Clarisse Agbegnenou Alpha Oumar Djalo Marie-Ève Gahié Maxime-Gaël Ngayap Hambou Romane Dicko Aurelien Diesse Madeleine Malonga Teddy Riner | Japan Uta Abe Hifumi Abe Haruka Funakubo Soichi Hashimoto Natsumi Tsunoda Ryuju Nagayama Saki Niizoe Sanshiro Murao Miku Takaichi Takanori Nagase Aaron Wolf Rika Takayama Akira Sone Tatsuru Saito | Brasilien Daniel Cargnin Leonardo Gonçalves Willian Lima Rafael Macedo Guilherme Schimidt Rafael Silva Larissa Pimenta Ketleyn Quadros Rafaela Silva Beatriz Souza                                       |
| Paris 2024 Detaljer... | Frankrike Shirine Boukli Joan-Benjamin Gaba Amandine Buchard Walide Khyar Sarah-Léonie Cysique Luka Mkheidze Clarisse Agbegnenou Alpha Oumar Djalo Marie-Ève Gahié Maxime-Gaël Ngayap Hambou Romane Dicko Aurelien Diesse Madeleine Malonga Teddy Riner | Japan Uta Abe Hifumi Abe Haruka Funakubo Soichi Hashimoto Natsumi Tsunoda Ryuju Nagayama Saki Niizoe Sanshiro Murao Miku Takaichi Takanori Nagase Aaron Wolf Rika Takayama Akira Sone Tatsuru Saito | Sydkorea Lee Hye-kyeong Kim Won-jin Jung Ye-rin An Ba-ul Huh Mi-mi Kim Ji-su Lee Joon-hwan Han Ju-yeop Yoon Hyun-ji Kim Ha-yun Kim Min-jong                                                              |

### Generella
- International Olympic Committee resultat databas

### Specifika
1. 1 2 3 4 5 6 7 8 9 10 11 12 13 14  Medallists by Weight Category. Arkiverad 20 december 2016 hämtat från the Wayback Machine. rio2016.com. Läst 12 december 2016.